# ليون شاغنون
ليون شاغنون (بالإنجليزية: Leon Chagnon)‏ هو لاعب كرة قاعدة أمريكي، ولد في 28 سبتمبر 1902 في Pittsfield, New Hampshire ‏ في الولايات المتحدة، وتوفي في 30 يوليو 1953 في أميسبوري في الولايات المتحدة.

## وصلات خارجية
- ليون شاغنون على موقعبيزبول رفرنس.كوم (الدوري الرئيسي) (الإنجليزية)
- ليون شاغنون على موقعبيزبول رفرنس.كوم (الدوري الثانوي) (الإنجليزية)